# Elektrárna Dukovany II (společnost)
Elektrárna Dukovany II, a. s. (EDU II) je akciová společnost
založená v prosinci 2015, součást Skupiny ČEZ. Řídící osobou této korporace je akciová společnost ČEZ. V roce 2016 ČEZ do společnosti vyčlenil projekt nového jaderného zdrojů nového jaderného zdroje v lokalitě Dukovany.
Vláda schválila financování stavby formou státní půjčky. Výše půjčky podléhá režimu utajení.
V květnu 2025 soud vydal předběžné opatření zakazující uzavření smlouvy.

## Časová osa nového jaderného zdroje
Časová osa projektu dvou nových jaderných zdrojů v lokalitě Dukovany.
Říjen 2016
Vyčlenění projektu do samostatné společnosti Elektrárna Dukovany II, a. s.
Srpen 2019
Ministerstvo životního prostředí ČR na základě dokumentace EIA a odborného posudku vydalo souhlasné závazné stanovisko k posouzení vlivů provedení záměru na životní prostředí.
Březen 2021
Státní úřad pro jadernou bezpečnost vydal povolení k umístění dvou bloků v lokalitě Dukovany.
Červenec 2024
Vláda potvrdila výběr preferovaného dodavatele pro projekt nového jaderného zdroje, a to společnosti Korea Hydro & Nuclear Power Company (KHNP).
Únor 2025
MPO vydalo pravomocné územní rozhodnutí k výstavbě nových jaderných bloků v Dukovanech.
Březen 2025
KHNP garantovala 20% spoluúčast českých firem.
Duben 2025
Vláda schválila způsob financování stavby dvou nových jaderných bloků v Dukovanech formou státní půjčky firmě EDU II. Stát bude v této firmě nově držet 80% podíl, za který společnosti ČEZ zaplatí 3,6 miliardy korun. Výše půjčky podléhá režimu utajení, odpovídá však nabídkové ceně od KHNP. Ta podle vlády činila kolem 200 miliard korun za jeden blok v cenách z roku 2024. Společnost EDU II bude následně po dokončení projektu půjčku postupně splácet po dobu 30 let. Půjčka podléhá schválení Evropské komise.
Květen 2025
Uzavření smlouvy mezi EDU II a KHNP na stavbu elektrárny zablokovala francouzská společnost Électricité de France, neúspěšný uchazeč ve výběrovém řízení na stavbu nových bloků. Krajský soud v Brně na její návrh vydal předběžné opatření zakazující uzavření smlouvy. Toto opatření je součást soudního sporu, ve kterém EDF napadla rozhodnutí Úřadu pro ochranu hospodářské soutěže, který neshledal závady ve výběrovém řízení na stavbu nových bloků.
Červen 2025
Nejvyšší správní soud zrušil předběžné opatření ve věci výstavby jaderných bloků v elektrárně Dukovany.